# Coupe du monde de biathlon 1992-1993
Navigation
Édition précédente Édition suivante
La 18e édition de la Coupe du monde de biathlon débute le 17 décembre 1992 à Pokljuka et se conclut le 21 mars 1993 à Kontiolahti. Le Suédois Mikael Löfgren remporte le classement général devant Mark Kirchner, alors qu'Anfisa Reztsova remporte le globe de cristal devant Myriam Bédard. Les Championnats du monde à Borovets interrompt la compétition au mois de février et ne compte pour le classement général.

## Classements généraux
| Rang | Nom                   | Points | Victoire(s) |
| ---- | --------------------- | ------ | ----------- |
| 1    | Mikael Löfgren        | 168    | 3           |
| 2    | Mark Kirchner         | 151    | 2           |
| 3    | Sven Fischer          | 147    |             |
| 4    | Pieralberto Carrara   | 147    | 1           |
| 5    | Patrice Bailly-Salins | 146    | 1           |
| 6    | Johann Passler        | 139    | 1           |
| 7    | Ludwig Gredler        | 133    |             |
| 8    | Jens Steinigen        | 132    | 1           |
| 9    | Ricco Groß            | 126    | 1           |
| 10   | Sergueï Tchepikov     | 126    |             |

| Rang | Nom               | Points | Victoire(s) |
| ---- | ----------------- | ------ | ----------- |
| 1    | Anfisa Reztsova   | 225    | 4           |
| 2    | Myriam Bédard     | 183    |             |
| 3    | Anne Briand       | 163    |             |
| 4    | Nathalie Santer   | 160    | 1           |
| 5    | Petra Schaaf      | 149    | 1           |
| 6    | Delphyne Burlet   | 146    |             |
| 7    | Corinne Niogret   | 144    |             |
| 8    | Martina Jasicová  | 139    | 1           |
| 9    | Antje Misersky    | 133    | 1           |
| 10   | Véronique Claudel | 120    |             |

## Calendrier et podiums

### Épreuves individuelles

#### Femmes
| Étape | Lieu               | Épreuve          | Date             | Vainqueur        | Deuxième             | Troisième         |
| ----- | ------------------ | ---------------- | ---------------- | ---------------- | -------------------- | ----------------- |
| 1     | Pokljuka           | Individuel 15 km | 17 décembre 1992 | Anne Briand      | Eva Háková           | Corinne Niogret   |
| 1     | Pokljuka           | Sprint 7,5 km    | 21 décembre 1992 | Petra Schaaf     | Svetlana Paramyguina | Eva Háková        |
| 2     | Oberhof            | Individuel 15 km | 16 janvier 1993  | Anfisa Reztsova  | Corinne Niogret      | Eva Háková        |
| 2     | Oberhof            | Sprint 7,5 km    | 18 janvier 1993  | Anfisa Reztsova  | Uschi Disl           | Anne Briand       |
| 3     | Antholz-Anterselva | Individuel 15 km | 21 janvier 1993  | Iva Schkodreva   | Myriam Bédard        | Nathalie Santer   |
| 3     | Antholz-Anterselva | Sprint 7,5 km    | 23 janvier 1993  | Antje Misersky   | Nadiya Billova       | Anfisa Reztsova   |
| 4     | Lillehammer        | Individuel 15 km | 4 mars 1993      | Anfisa Reztsova  | Nathalie Santer      | Myriam Bédard     |
| 4     | Lillehammer        | Sprint 7,5 km    | 6 mars 1993      | Anfisa Reztsova  | Svetlana Paramyguina | Antje Misersky    |
| 5     | Östersund          | Individuel 15 km | 11 mars 1993     | Martina Jašicová | Nathalie Santer      | Iva Schkodreva    |
| 5     | Östersund          | Sprint 7,5 km    | 13 mars 1993     | Anfisa Reztsova  | Myriam Bédard        | Nathalie Santer   |
| 6     | Kontiolahti        | Individuel 15 km | 18 mars 1993     | Antje Misersky   | Anfisa Reztsova      | Véronique Claudel |
| 6     | Kontiolahti        | Sprint 7,5 km    | 20 mars 1993     | Anfisa Reztsova  | Elena Belova         | Delphyne Burlet   |

#### Hommes
| Étape | Lieu               | Épreuve          | Date             | Vainqueur             | Deuxième              | Troisième           |
| ----- | ------------------ | ---------------- | ---------------- | --------------------- | --------------------- | ------------------- |
| 1     | Pokljuka           | Individuel 20 km | 17 décembre 1992 | Patrice Bailly-Salins | Mark Kirchner         | Jens Steinigen      |
| 1     | Pokljuka           | Sprint 10 km     | 19 décembre 1992 | Mark Kirchner         | Jon Åge Tyldum        | Oleg Ryjenkov       |
| 2     | Oberhof            | Individuel 20 km | 15 janvier 1993  | Andreas Zingerle      | Valeri Medvedtsev     | Alfred Eder         |
| 2     | Oberhof            | Sprint 10 km     | 16 janvier 1993  | Johann Passler        | Ulf Johansson         | Gilles Marguet      |
| 3     | Antholz-Anterselva | Individuel 20 km | 21 janvier 1993  | Ulf Johansson         | Fredrik Kuoppa        | Elmar Mutschlechner |
| 3     | Antholz-Anterselva | Sprint 10 km     | 23 janvier 1993  | Pieralberto Carrara   | Mikael Löfgren        | Ricco Groß          |
| 4     | Lillehammer        | Individuel 20 km | 4 mars 1993      | Wilfried Pallhuber    | Ricco Groß            | Andreas Zingerle    |
| 4     | Lillehammer        | Sprint 10 km     | 6 mars 1993      | Frank Luck            | Sven Fischer          | Ludwig Gredler      |
| 5     | Östersund          | Individuel 20 km | 11 mars 1993     | Mark Kirchner         | Mikael Löfgren        | Jaakko Niemi        |
| 5     | Östersund          | Sprint 10 km     | 13 mars 1993     | Jon Åge Tyldum        | Alexandre Popov       | Sven Fischer        |
| 6     | Kontiolahti        | Individuel 20 km | 18 mars 1993     | Ludwig Gredler        | Patrice Bailly-Salins | Johann Passler      |
| 6     | Kontiolahti        | Sprint 10 km     | 20 mars 1993     | Sven Fischer          | Patrice Bailly-Salins | Jens Steinigen      |